# Bellamballi, Mulbagal
Bellamballi là một làng thuộc tehsil Mulbagal, huyện Kolar, bang Karnataka, Ấn Độ.